# Стратегий Апион
Флавий Стратегий Апион II (на латински: Flavius Strategius Apion Strategius Apion; † между 577 и 579 г.) е политик и генерал на Източната Римска империя през 6 век.
Произлиза от знатната фамилия Апионии от Египет. Син е на Флавий Стратегий (преториански префект 518 г.). Женен е за Flavia Praeiecta и е баща на Флавий Апион III и Флавий Гиоргий.
През 539 г. той е консул без колега (post consulatum Iohannis на Запад). През 547/548 г. е номиниран за patricius. От 548 до 550 г. e dux Thebaidis и magister militum.